# Jairo Quinteros
Jairo Quinteros Sierra (Santa Cruz de la Sierra, 7 de fevereiro de 2001) é um futebolista boliviano que atua como zagueiro. Atualmente joga pelo Zaragoza.

## Carreira
Quinteros começou sua carreira na base do Valencia. Depois de passar alguns anos na Espanha, em 12 de fevereiro de 2020, Quinteros assinou com o Inter Miami, time da MLS. 

### Bolivar
Depois de assinar com o clube americano, ele foi imediatamente emprestado ao Bolívar, clube da sua terra natal, Bolívia. Fez sua estreia profissional pelo clube boliviano no dia 27 de fevereiro, sendo a vitória por 4 a 2 sobre o Real Santa Cruz, tendo atuado nos 90 minutos da partida.

## Seleção
Representou a Bolívia nas categorias Sub-20 e Sub-23 anos. Em 2 de janeiro de 2019, Quinteros foi um dos convocados para representar a Bolívia Sulamericano Sub-20 de 2019, tendo atuado todas as partidas. A Bolívia acabou terminando em último no seu grupo.

### Bolívia
Em 9 de agosto de 2020, foi um dos 34 convocados para a disputa das 2 rodadas das Eliminatórias da Copa do Mundo de 2022.
No dia 3 de junho de 2021, ele representou a seleção principal da Bolívia na vitória por 3 a 1 das Eliminatórias da Copa do Mundo de 2022 sobre a Venezuela em 3 de junho de 2021.

#### Copa América de 2021
Em 10 de junho, foi um dos convocados pelo técnico César Farías para disputa da Copa América de 2021, no Brasil.
No dia 24 de junho, na derrota por 2 a 0 sobre Uruguai, Quinteros acabou fazendo um gol contra ao tentar cortar um cruzamento feito na área.

## Estatísticas

### Seleção Boliviana
| N. | Data                | Local                                                     | Resultado | Adversário | Gols | Competição                                  | Ref    |
| -- | ------------------- | --------------------------------------------------------- | --------- | ---------- | ---- | ------------------------------------------- | ------ |
| 1. | 3 de junho de 2021  | Estádio Hernando Siles, La Paz, Bolívia                   | 3–1       | Venezuela  | 0    | Eliminatórias da Copa do Mundo FIFA de 2022 | [ 13 ] |
| 2. | 14 de junho de 2021 | Estádio Olímpico Pedro Ludovico Teixeira, Goiânia, Brasil | 3–1       | Paraguai   | 0    | Copa América de 2021                        | [ 14 ] |
| 3. | 18 de junho de 2021 | Arena Pantanal, Cuiabá, Brasil                            | 1–0       | Chile      | 0    | Copa América de 2021                        | [ 15 ] |
| 4. | 24 de junho de 2015 | Arena Pantanal, Cuiabá, Brasil                            | 2–1       | Uruguai    | 0    | Copa América de 2021                        | [ 8 ]  |